# Врубльовиці (Малопольське воєводство)
Врубльовиці (пол. Wróblowice) — село в Польщі, у гміні Заклічин Тарновського повіту Малопольського воєводства.
Населення — 687 осіб (2011).
У 1975-1998 роках село належало до Тарновського воєводства.

## Демографія
Демографічна структура станом на 31 березня 2011 року:
|          | Загалом | Допрацездатний вік | Працездатний вік | Постпрацездатний вік |
| -------- | ------- | ------------------ | ---------------- | -------------------- |
| Чоловіки | 342     | 93                 | 218              | 31                   |
| Жінки    | 345     | 79                 | 211              | 55                   |
| Разом    | 687     | 172                | 429              | 86                   |